# Josef Linda
Josef Linda (ur. 1789 albo 1792 w Novych Mitrovicach, zm. 10 lutego 1834 w Pradze) – czeski pisarz i poeta.

## Życiorys
Uczył się w gimnazjum, później studiował filozofię na uniwersytecie w Pilźnie. W 1812 roku przeniósł się do Pragi, gdzie ukończył studia filozoficzne. Do 1816 roku studiował również prawo.
W 1817 roku, wspólnie z Václavem Hanką, ogłosił odkrycie zaginionego Rękopisu królowodworskiego. Rok później ujawniono kolejny Rękopis zielonogórski, opublikowany w 1822 roku. W wyniku wieloletnich badań, prowadzonych m.in. przez Tomasza Masaryka, odkryto fałszerstwo. Autorami zaginionych dzieł byli ich odkrywcy: Václav Hanka i Josef Linda.
Poeta w 1818 roku rozpoczął pracę w czasopiśmie Pražskými Novinami Schönfeldových, a od 1820 roku redagował Vlastenecký Zvěstovatel.
Od 1822 roku pracował w Bibliotece. W 1825 roku zarzucił wykonywanie tej funkcji, aby móc w pełni poświęcić się pisaniu dzienników.
Chorował na gruźlicę, w wyniku której zmarł 10 lutego 1834 roku.

## Twórczość

### Poezja
- Jiří z Poděbrad,
- Boží trest,
- Vědomí.

### Dramat
- Jaroslav Šternberk v boji proti Tatarům.

### Proza
- Záře nad pohanstvem nebo Václav a Bolelav.

### Podręcznik
- Obrazní přírodoznanská kniha s 25 kamenotiskými přimalovanými vobrazeními živočichů.

### Manuskrypty
- Rękopis królowodworski (1817) – wspólnie z Václavem Hanką,
- Rękopis zielonogórski (1818 publikacja 1822) – wspólnie z Václavem Hanką.